# Freitas e Vila Cova
Freitas e Vila Cova (oficialmente: União de Freguesias de Freitas e Vila Cova) é uma freguesia portuguesa do município de Fafe, com 11,48 km² de área e 747 habitantes (censo de 2021). A sua densidade populacional é 65,1 hab./km².

## História
Foi constituída em 2013, no âmbito de uma reforma administrativa nacional, pela agregação das antigas freguesias de Freitas e Vila Cova e tem a sede na Rua da Igreja, 361, em Freitas.

## Demografia
A população registada nos censos foi:
| Distribuição da População por Grupos Etários | Distribuição da População por Grupos Etários | Distribuição da População por Grupos Etários | Distribuição da População por Grupos Etários | Distribuição da População por Grupos Etários | Distribuição da População por Grupos Etários |
| -------------------------------------------- | -------------------------------------------- | -------------------------------------------- | -------------------------------------------- | -------------------------------------------- | -------------------------------------------- |
| Antes da agregação                           |                                              |                                              |                                              |                                              |                                              |
| Ano                                          | 0-14 anos                                    | 15-24 anos                                   | 25-64 anos                                   | >= 65 anos                                   | Total                                        |
| 2001                                         | 195                                          | 177                                          | 432                                          | 193                                          | 997                                          |
| 2011                                         | 114                                          | 99                                           | 392                                          | 199                                          | 804                                          |
| Após a agregação                             |                                              |                                              |                                              |                                              |                                              |
| Ano                                          | 0-14 anos                                    | 15-24 anos                                   | 25-64 anos                                   | >= 65 anos                                   | Total                                        |
| 2021                                         | 71                                           | 79                                           | 380                                          | 217                                          | 747                                          |